# احساس (فیلم ۲۰۱۵)
احساس (به هندی: Jazbaa) فیلمی است محصول سال ۲۰۱۵ و به کارگردانی سانجی گوپتا است. در این فیلم بازیگرانی همچون آیشواریا رای، عرفان خان، شبانه اعظمی، سارا آرجون، جکی شروف ایفای نقش کرده‌اند.